# Миксон, Кэти
Кэти Миксон (англ. Katy Mixon, род. 30 марта 1981, Пенсакола, Флорида) — американская актриса и модель.

## Биография
Миксон родилась и выросла в Пенсакола, штат Флорида, и окончила школу драмы Карнеги-Меллона в Питтсбурге, штат Пенсильвания. В 2003 году она переехала в Лос-Анджелес, где вскоре начала карьеру в кабаре и на экране. Она появилась на вторых ролях в нескольких комедийных фильмах, включая «Свидание вслепую», «Четыре Рождества» и «Всё о Стиве», где Миксон использовала свой южный акцент.
Миксон известна благодаря ролям в телевизионных ситкомах. Она играла главную женскую роль в комедийном сериале HBO «На дне» с 2009 по 2013 год. В 2010 году она также начала играть роль недалекой сестры героини Мелиссы Маккарти в ситкоме CBS «Майк и Молли». Шоу завершилось в 2016 году после шести сезонов. После Миксон была приглашена на главную роль в ситком ABC «Американская домохозяйка», играя мать троих детей с лишним весом.
Кэти помолвлена с метателем копья Бро Гриром, с которым она встречается с 2013 года. У пары есть двое детей — сын Кингстон Сейнт Грир (род. 19.05.2017) и дочь Электра Сейнт Грир (род. 16.05.2018).

## Фильмография

### Фильмы
| Год  | Название на русском | Название на английском         | Роль          | Примечания             |
| ---- | ------------------- | ------------------------------ | ------------- | ---------------------- |
| 2005 | Душа тишины         | The Quiet                      | Мишель Фелл   |                        |
| 2006 | Зомби Пром          | Zombie Prom                    | Коко          | Короткометражный фильм |
| 2006 | Свидание вслепую    | Blind Dating                   | Сьюзи         |                        |
| 2008 | Найти Аманду        | Finding Amanda                 | Девушка № 1   |                        |
| 2008 | Информаторы         | The Informers                  | Пэтти         |                        |
| 2008 | Четыре Рождества    | Four Christmases               | Сьюзан        |                        |
| 2009 | Большая игра        | State of Play                  | Ронда Сильвер |                        |
| 2009 | Всё о Стиве         | All About Steve                | Элизабет      |                        |
| 2011 | Укрытие             | Take Shelter                   | Нэт           |                        |
| 2011 | Сумасшедшая езда    | Drive Angry                    | Норма Джин    |                        |
| 2012 | Кое-что на стороне  | A Little Something on the Side | София         | Короткометражный фильм |
| 2015 | Миньоны             | Minions                        | Тина          | Озвучивание            |
| 2015 | Неудачница          | Trainwreck                     | Бриджит       |                        |
| 2016 | Душевные связи      | Soul Ties                      | Грейс         |                        |
| 2016 | Любой ценой         | Hell or High Water             | Дженни Энн    |                        |

### Телевидение
| Год         | Название на русском      | Название на английском   | Роль             | Примечания                   |
| ----------- | ------------------------ | ------------------------ | ---------------- | ---------------------------- |
| 2004        |                          | Then Comes Marriage      | Одри             | Пилот                        |
| 2007        |                          | Reinventing the Wheelers | Кэролайн         | Пилот                        |
| 2008        | Меня зовут Эрл           | My Name Is Earl          | Шейла            | Эпизод: «Sweet Johnny»       |
| 2008        |                          | Small Town News          | Миссис Себастьян | Пилот                        |
| 2009-2010   | Два с половиной человека | Two and a Half Men       | Бетси            | 3 эпизода                    |
| 2011        | Уилфред                  | Wilfred                  | Анжелика         | Эпизод: «Doubt»              |
| 2013        | Ясновидец                | Psych                    | Урсула Гиббс     | Эпизод: «Cirque du Soul»     |
| 2009-2013   | На дне                   | Eastbound & Down         | Эйприл Баканон   | Регулярная роль, 20 эпизодов |
| 2010—2016   | Майк и Молли             | Mike & Molly             | Виктория Флинн   | Регулярная роль, 122 эпизода |
| 2016 — 2021 | Американская домохозяйка | American Housewife       | Кэти Отто        | Регулярная роль              |
| 2022        | Джордж и Тэмми           | George & Tammy           | Ян Смит          | Основной состав              |